# リュクサンブール宮殿
リュクサンブール宮殿（リュクサンブールきゅうでん、仏：Palais du Luxembourg）は、フランスのパリにある宮殿。初期フレンチ・バロックの代表的建築物である。
フランス元老院（上院）の議事堂として使用され、その周囲はリュクサンブール公園として一般に公開されている。

## 沿革
サロモン・ド・ブロス設計のピネー＝リュクサンブール公フランソワ（ルクセンブルク＝リニー家出身）の邸宅を、イタリアからフランス王室に嫁いできたマリー・ド・メディシス（ルイ13世の母）の居城として改築した。ニコラ・プッサンとフィリップ・ド・シャンパーニュが手掛けた内装は、彼女が幼い頃過ごしたフィレンツェのメディチ家の居城ピッティ宮殿をモチーフとしている。
マリーがフランスを追放された後は、彼女の孫であるモンパンシエ公爵夫人などが居住した。フランス革命によって当時の主であったプロヴァンス伯（後のルイ18世）が亡命したために国家に接収され、監獄として使用されたほか、末期の総裁政府の官邸となり、権力者たちがここを活躍の場とした。その後ナポレオン・ボナパルトが権力を掌握した歴史的な舞台にもなった。
第二次世界大戦中は、ドイツ空軍の第3航空艦隊司令部が置かれていた。
自由の女神像の原型が設置されている。

## 画像

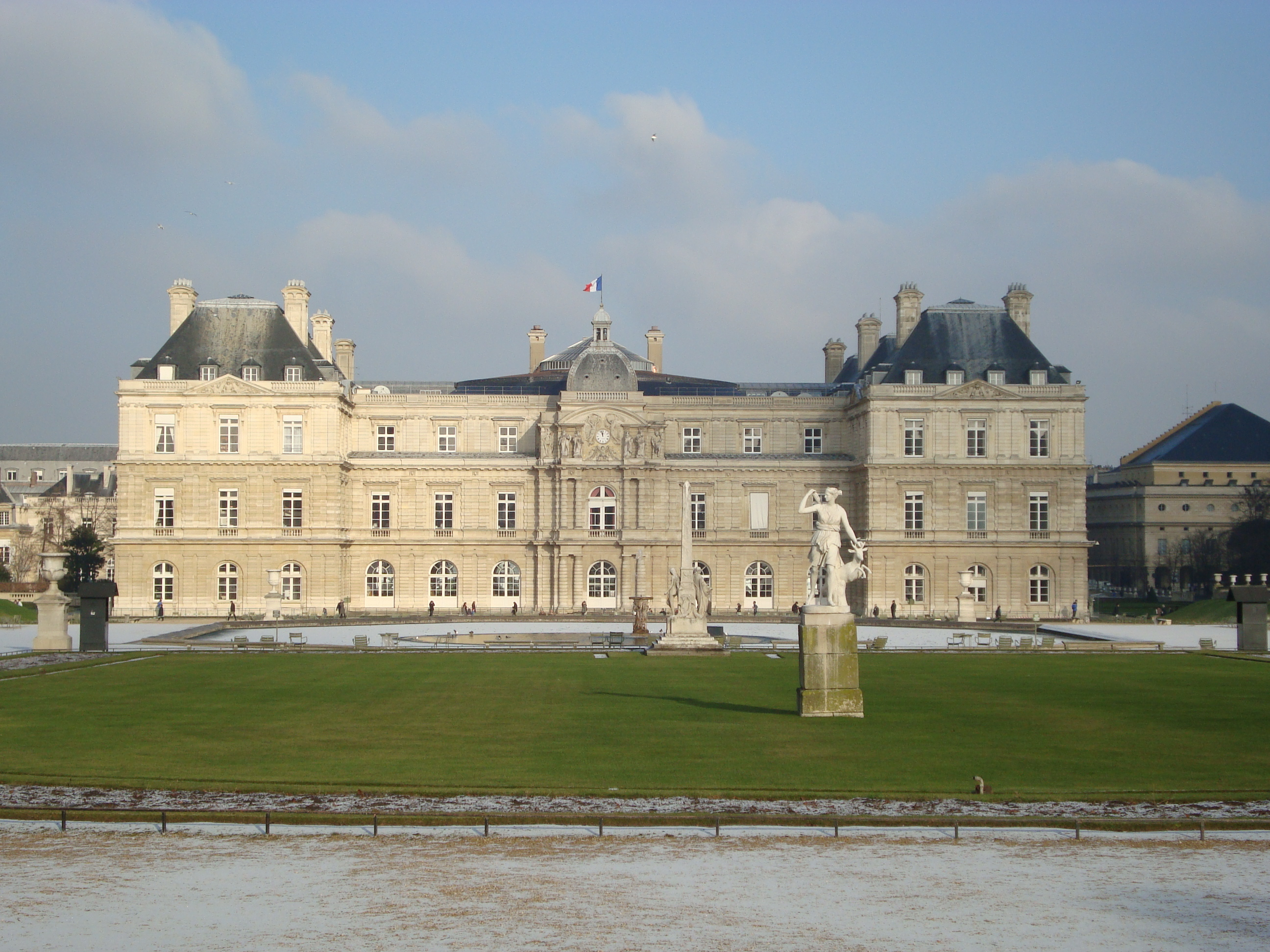
ファサード
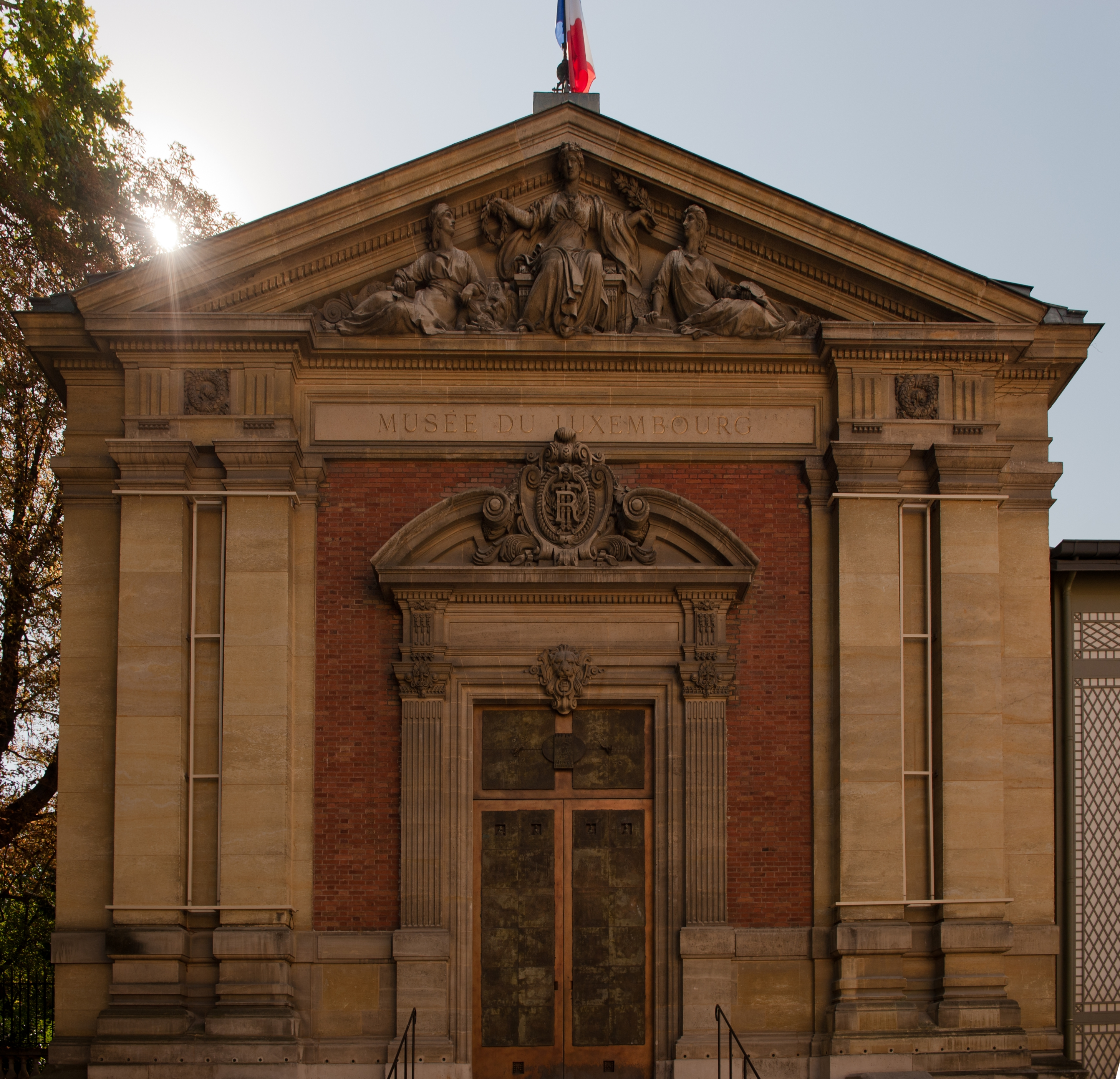
ヴォージラール通り門
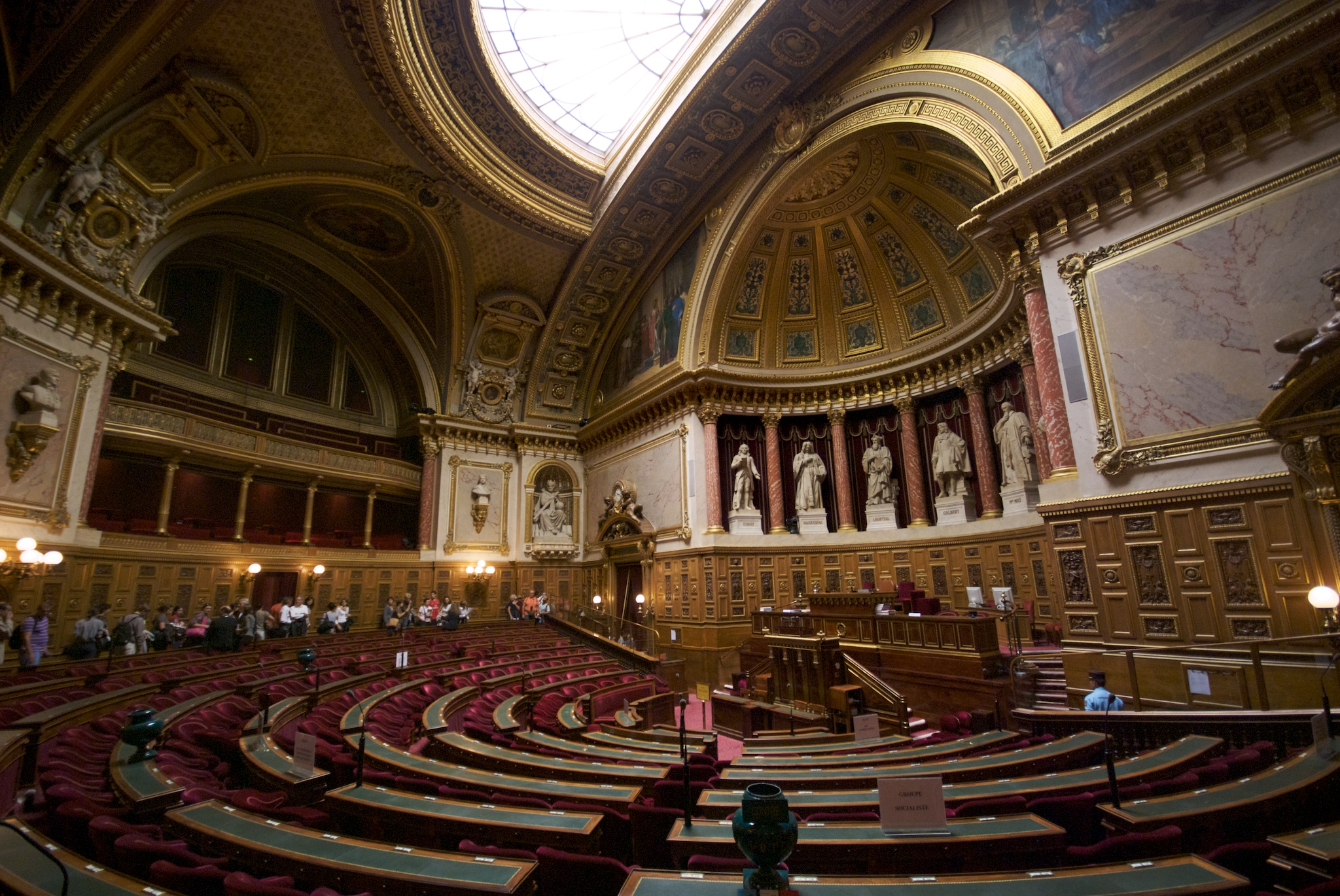
本会議場全景
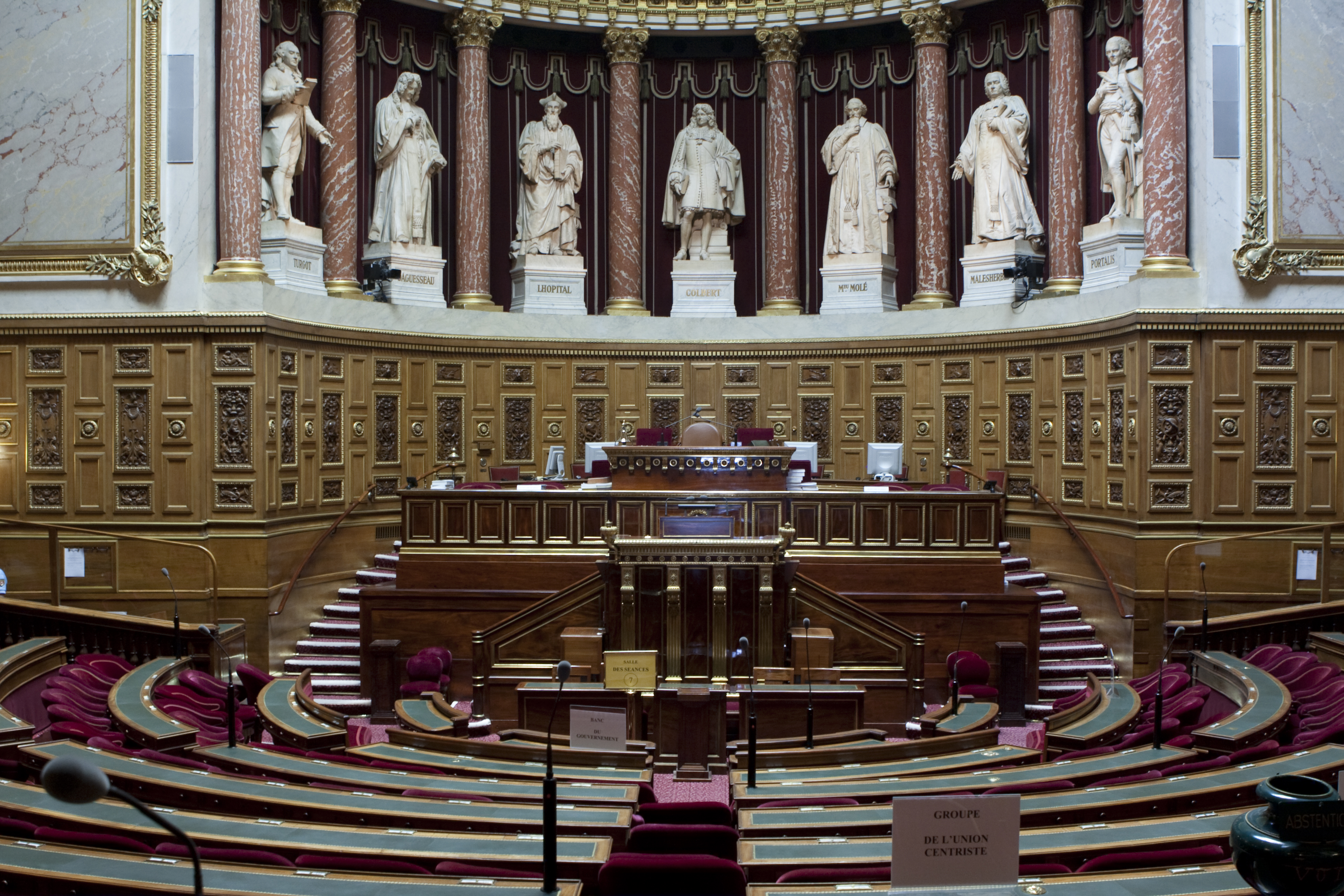
本会議場の議長席、理事席、演壇
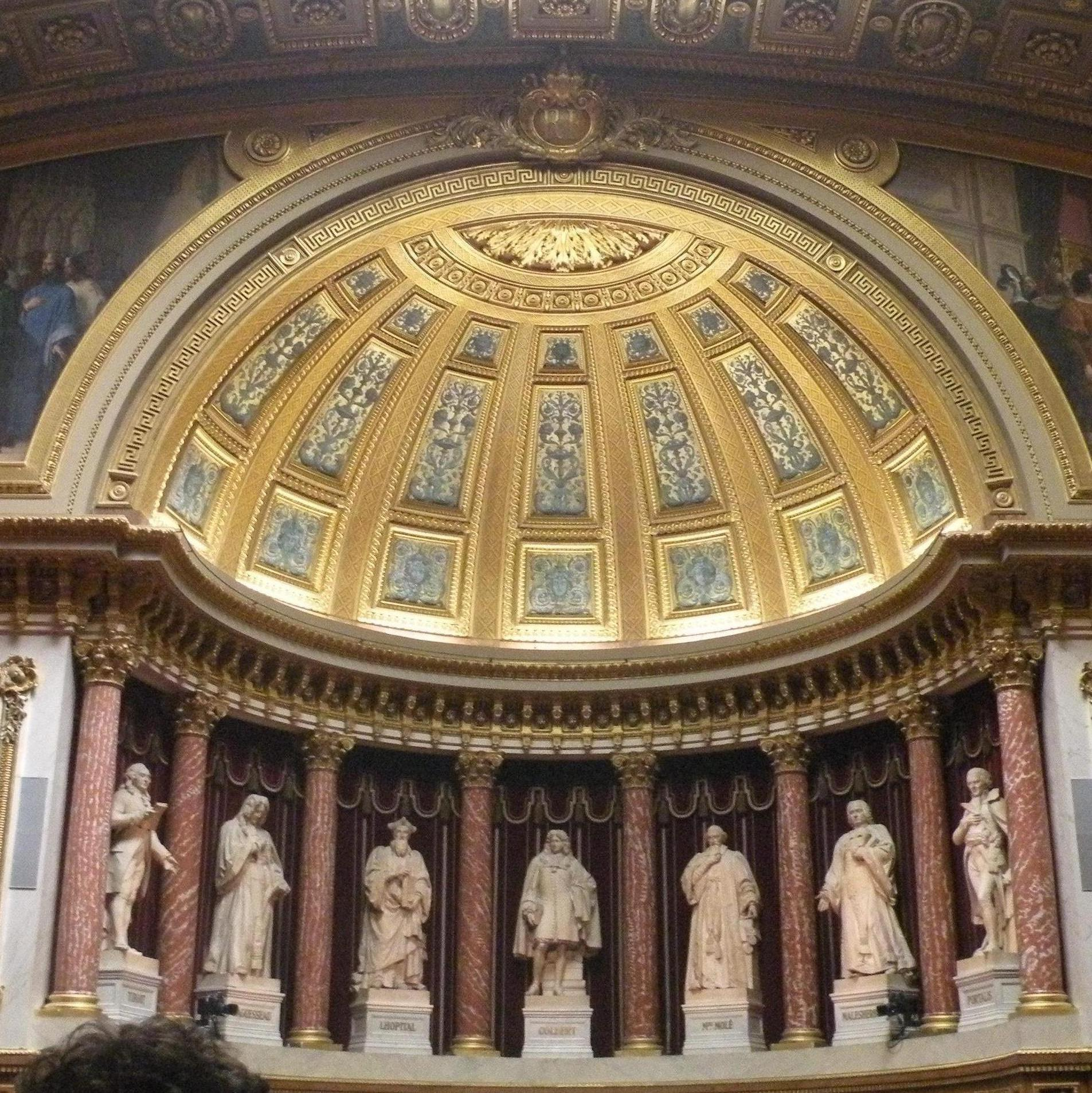
議長席背後の彫像。左からテュルゴー、ダゲッソー、ロピタル、コルベール、モレ、マルゼルブ、ポルタリス
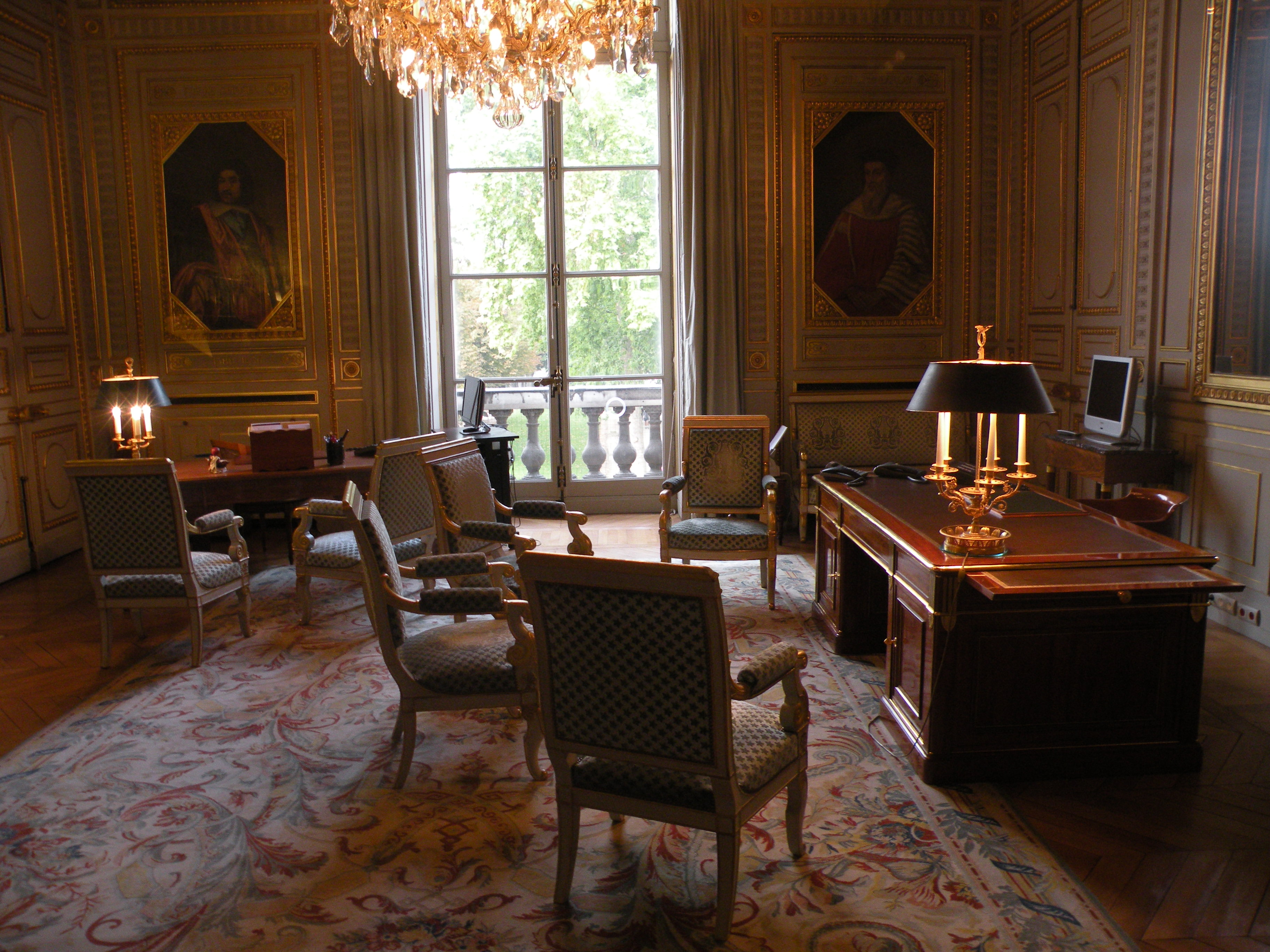
元老院議長執務室
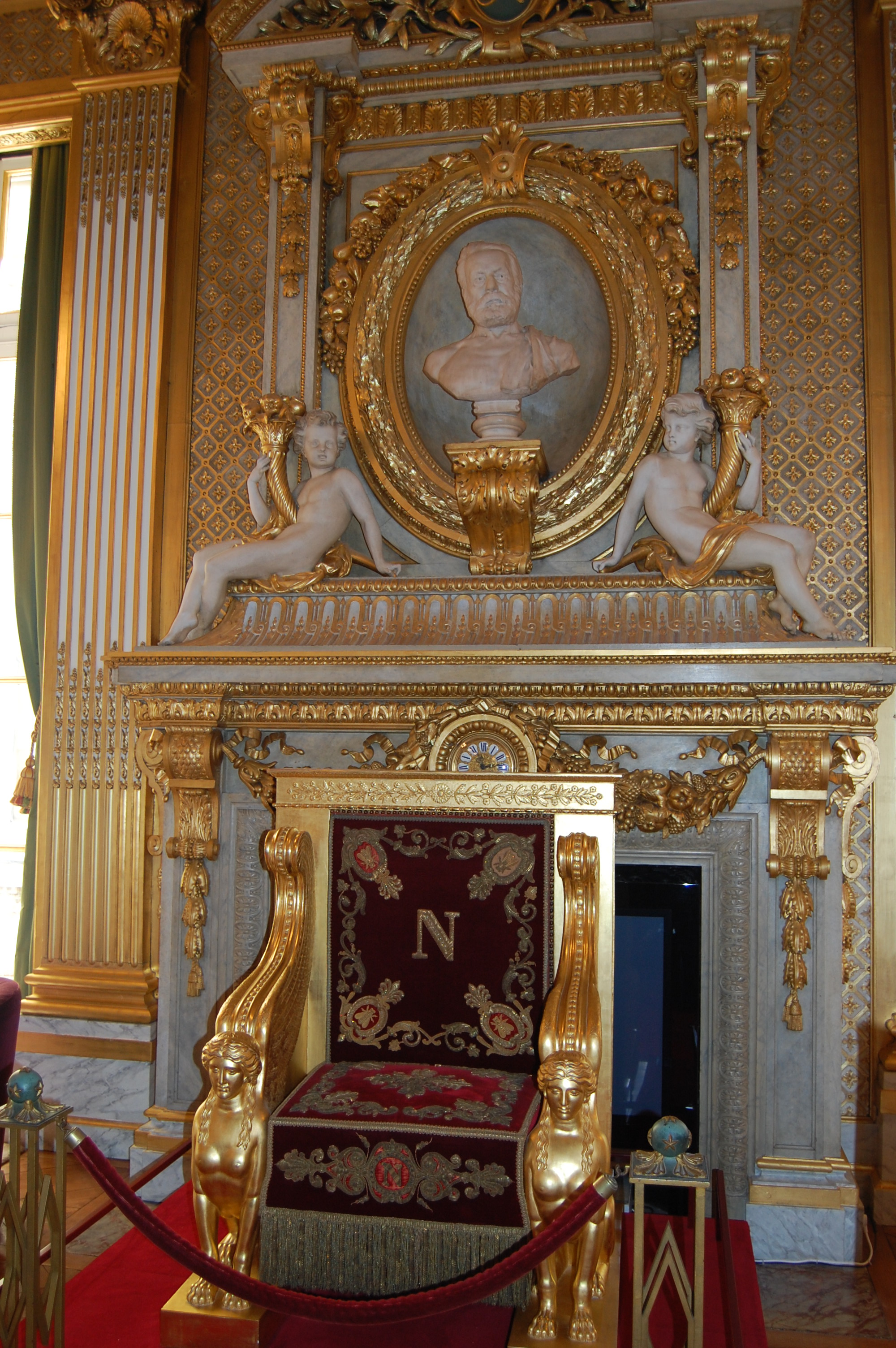
ナポレオンの玉座
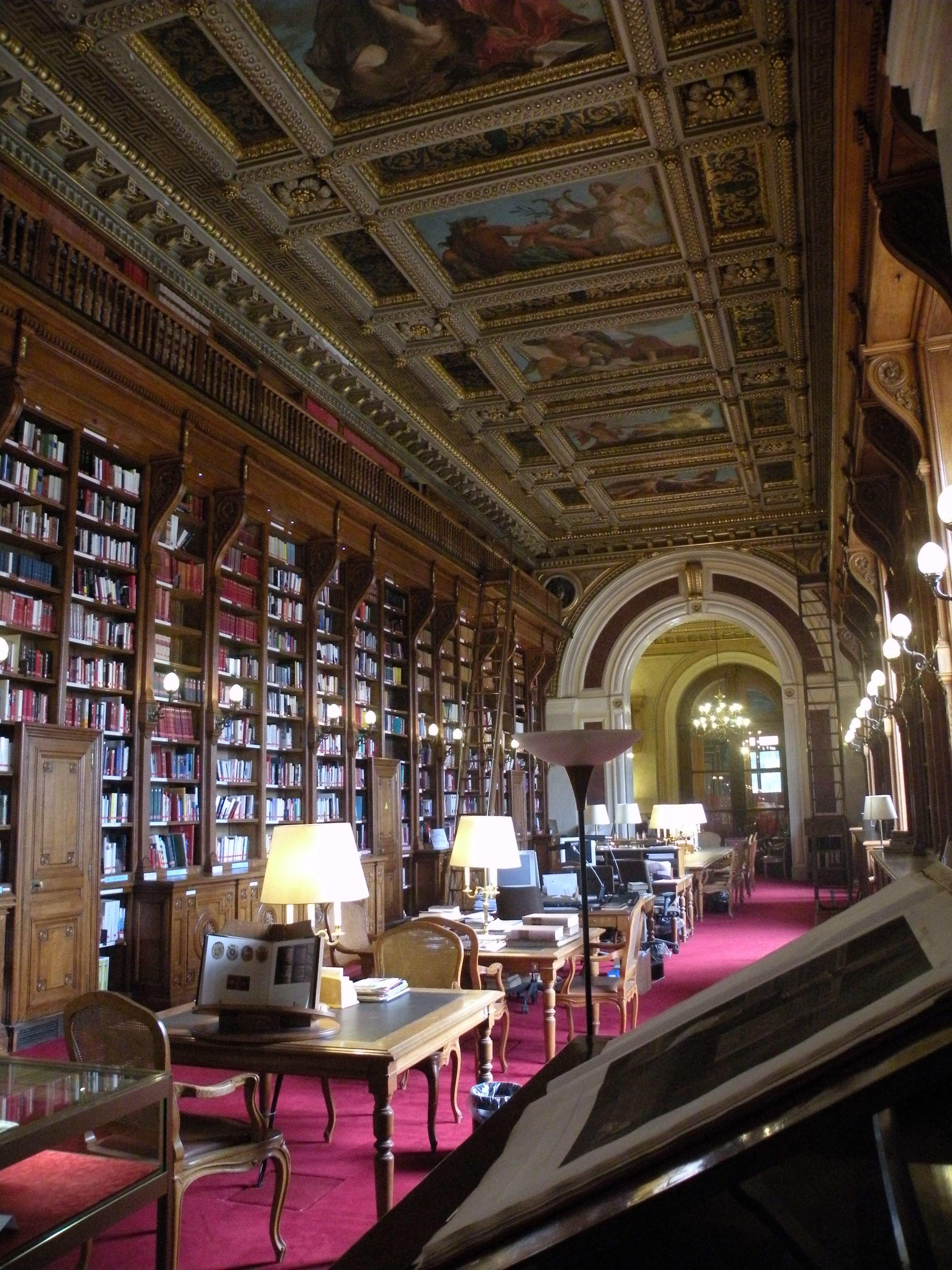
図書館